# Spiro Moisiu
Spiro Theodori Moisiu, également connu sous le nom de Spiro Koxhobashi (5 mai 1900 - 12 avril 1981), est le major général de l'Armée de libération nationale albanaise pendant la Seconde Guerre mondiale. Il était le père de l'ancien président albanais, Alfred Moisiu.